# Eierlandse Gat
Het Eierlandse Gat of Engelschmangat is een zeegat tussen de Nederlandse Waddeneilanden Vlieland en Texel. Het zeegat is op z'n smalst twee kilometer breed en heeft een maximumdiepte van ongeveer 20 meter. Het gat loopt van de Eierlandse Gronden ten noorden van Texel tot in de Waddenzee, waar het zich bij de Hengst splitst in twee diepe vaargeulen: het Robbengat, wat langs Texel loopt en overgaat in het Vogelzwin, en de Kolk die overgaat in het Keteldiep, dat ten zuiden van de Vliehors loopt. Beide stromen lopen door tot aan de Waardgronden, het wantij van Vlieland.
Het ontwikkelde zich in de 13e eeuw tussen Vlieland en Eierland, waardoor Eierland een zelfstandig eiland werd.